# WA!ERA
WA!ERAは、和歌山放送（wbs）で2016年4月2日から放送されている、学生参加型番組。

## 概要
番組名である「WA!ERA」は、「和歌山でガンバルSNS世代の若者（WA）がラジオで新しい時代（ERA）をつくる！」と和歌山弁で「私たち」を指す「わえら」から来ており、県内の高校生、大学生、専門学校生が様々な企画に挑戦する参加型番組となっている。また、本社4階のブルースタジオから、生放送されている。
出演する学生は事務所には所属しておらず、県内の高校生、大学生、専門学校に実際に通う学生で構成されている。なお、大学生に関しては、県内の高校出身者も広く受け入れている。番組開始当初は、県内の高校放送部の学生が多く、今もその傾向がある。そのため、夏期には、NHK杯全国高校放送コンテスト和歌山大会についてとりあげることがある　　。
冒頭で出演者が声を揃えて、「私たちの声が新しい時代をつくる」とコールをかけて、オープニングが始まる。
2020年4月11日をもって、放送200回を迎えた。
2021年10月2日、番組開始時からの放送時間(14:45〜16:00)が変更となり、15分短縮(15:00〜16:00)となる。
2021年12月4日、2016年4月の番組開始以来、パーソナリティを務めた三浦ちあきアナウンサーの卒業が発表される。
2022年1月1日、3ヶ月間のお試しパーソナリティとして、オーナミたかしが起用される。
2022年3月5日、2022年4月より、3代目パーソナリティとして再び三浦ちあきアナウンサーの起用が発表される。

## 番組内容

### WA!ERAパフォーマー
県内で活動する若者や、県内で話題となっている情報を取材するコーナー。主に三浦ちあきアナウンサーや番組ディレクターが取材を担当しており、最初の原稿は出演する高校生が読み、生放送で行われている。なお、後述の「Drive Radio!」には、「よよよよ…よろしくね！」と出演者で声を合わせて、次のコーナーに繋ぐ。
年に数回、羽衣国際大学提供「Be the one」が放送されており、出演者が羽衣国際大学のオープンキャンパスを取材する。

### 瑠香のDrive Radio!
和歌山トヨペット提供の収録番組。前述のWA!ERAパフォーマー終了後、同番組内で開始する。なお、学生の出演はなく、三浦ちあきアナウンサー、山本瑠香（元AKB48）と、和歌山トヨペットの店員が出演することになっている。2020年03月28日をもって『瑠香のラジオDEスマイル』が終了し、新番組『Drive Radio!』として始まり、同年7月4日から現タイトルになった。なお、山本瑠香は同年6月28日にAKB48を卒業したが、この番組には卒業後も引き続き出演している。
2019年5月2日からは、収録休止に伴い『ちあき子がいく！ マイクを持て、カメラを止めるな！ 放送部員のための自主強化ラジオゼミ』を放送。NHK杯全国高校放送コンテストが中止されたのに伴い、放送部員に前向きに力を蓄えてもらおうと、和歌山放送の社員が高校生の番組づくりに役立つアドバイスを行っている。2019年5月2日では、覚道アナが、ラジオCMにおける個性豊かなキャラクター表現などについて、アドバイスを行った。

### WA!ERAトーク
出演する県内の学生が、三浦ちあきアナウンサーと対談する形式をとっている。テーマは決まっているわけではなく、学校内での出来事や、趣味などを自由に話せる内容となっている。なお、毎回、本コーナーでは、出演者のリクエスト曲が流れることになっている。